# Посольство України в Нігерії
Посольство України у Нігерії — дипломатична місія України в Нігерії, розміщена в Абуджі.

## Завдання посольства
Основне завдання Посольства України в Абуджі — представляти інтереси України, сприяти розвиткові політичних, економічних, культурних, наукових та інших зв'язків, а також захищати права та інтереси громадян і юридичних осіб України, які перебувають на території Нігерії.
Посольство сприяє розвиткові міждержавних відносин між Україною і Нігерією на всіх рівнях, з метою забезпечення гармонійного розвитку взаємних відносин, а також співробітництва з питань, що становлять взаємний інтерес.

## Історія дипломатичних відносин
Федеративна Республіка Нігерія визнала незалежність України 11 березня 1992 року. 10 грудня 1992 року було встановлено дипломатичні відносини між Україною та Нігерією.
10 серпня 1995 року Президент України ухвалив рішення про відкриття Посольства України в Нігерії. У грудні 1999 року розпочало роботу Посольство України в Нігерії. Посольство Нігерії в Києві було відкрите у березні 2000 року.

## Керівники дипломатичної місії
| N  | Країна  | Посол                            | Зображення | Термін                             |
| -- | ------- | -------------------------------- | ---------- | ---------------------------------- |
| 1  | Україна | Бутяга Володимир Іванович        |            | (2001-2003)                        |
| 2  | Україна | Семененко Віктор Олександрович   |            | (2003-2004)                        |
| 3  | Україна | Скоропад Олег Михайлович         |            | (2004-2009)                        |
| 4  | Україна | Васильєв Валерій Володимирович   |            | (2009 - 2014)                      |
| 5  | Україна | Самостватов Микола Олександрович |            | (2014-2015)                        |
| 6  | Україна | Александрук Валерій Євгенович    |            | (19 березня 2015 - 19 липня 2019)  |
| 7  | Україна | Юшкевич Сергій В'ячеславович     |            | (2019-2020)                        |
| 8  | Україна | Кірдода Валерій Миколайович      |            | (22 вересня 2020 - 14 травня 2022) |
| 9  | Україна | Солтис Богдан Михайлович         |            | (2022 - 2023)                      |
| 10 | Україна | Черінько Ігор Павлович           |            | (10 березня 2023 - 19 квітня 2023) |
| 11 | Україна | Холостенко Іван Іванович         |            | (2022 - )                          |

## Відносини з Нігерією

#### Політичні відносини
Вересень 2000 р. – зустріч Президента України з Президентом Нігерії під час проведення Саміту Тисячоліття ООН у Нью-Йорку.
Вересень 2007 р. – зустріч Президента України з Президентом Нігерії в рамках 62-ї сесії Генеральної Асамблеї ООН.
23-25 листопада 1997 р. – візит в Нігерію української урядової делегації на чолі з заступником Міністра закордонних справ України;
проведення першого раунду політичних консультацій між зовнішньополітичними відомствами.
23-26 травня 2006 р. – візит в Україну урядової делегації Нігерії на чолі з Державним Міністром закордонних справ Нігерії.
2-3 вересня 2008 р. – робочий візит в Нігерію першого заступника Міністра закордонних справ України.
27 вересня 2011 р. – другий раунд двосторонніх політичних консультацій між Міністерством закордонних справ України та Міністерством закордонних справ Федеративної Республіки Нігерія на рівні заступників міністрів (м.Київ, Україна).
01 березня 2016 р. - зустріч Міністра закордонних справ України з Міністром закордонних справ Нігерії у рамках участі у Сегменті високого рівня 31-ї сесії Ради ООН з прав людини (м. Женева, Швейцарія).
25 травня 2016 р. – черговий раунд двосторонніх політичних консультацій між Міністерством закордонних справ України та Міністерством закордонних справ Федеративної Республіки Нігерія на рівні заступників міністрів (м. Абуджа, Нігерія).
5 квітня 2018 р. – зустріч Заступника Міністра економічного розвитку і торгівлі України - Торгового представника України з Віце-президентом Нігерії.
16 липня 2021 р. відбулася телефонна розмова між Міністром закордонних справ України та Міністром закордонних справ Нігерії.
4 серпня 2021 р. – 4-тий раунд двосторонніх політичних консультацій між Міністерством закордонних справ України та Міністерством закордонних справ Федеративної Республіки Нігерія на рівні заступників міністрів в режимі відеоконференції.

#### Торговельно-економічне співробітництво
У 2021 р. обсяг торгівлі товарами та послугами між країнами становив 196,7 млн. дол. США. Експорт товарів склав 188,4 млн. дол. США, що на 271,8% більше, ніж у 2019 р., імпорт – 8,3 млн. дол. США, що на 237,2% більше, ніж у 2020 р. Позитивне для України сальдо – 180,7 млн. дол. США.
Основні статті українського експорту: зернові культури – 46,6%; чорні метали – 40,2%; продукцiя борошномельно-круп'яної промисловості – 3,6%; цукор і кондитерські вироби з цукру – 2,1%; різні харчові продукти – 1,4%; алкогольні і безалкогольні напої та оцет – 1,4%; продукти з м'яса, риби – 0,9%.
Основні статті імпорту із Нігерії: палива мінеральні; нафта і продукти її перегонки  – 46,3 %; пластмаси, полімерні матеріали – 29,9 %, насiння і плоди олійних рослин – 14,6, каучук, гума – 4%, їстівнi плоди та горiхи – 1,8%, кава, чай – 1,1%.

#### Культурно-гуманітарне співробітництво
За даними Міністерства освіти і науки України станом на 01.01.2022 р. у вищих навчальних закладах України навчалося близько 10 тисяч громадян Федеративної Республіки Нігерія.

#### Договірно-правова база
1. Протокол про встановлення дипломатичних відносин між Україною та Федеративною Республікою Нігерія від 10.12.1992 р.
2. Протокол про консультації між МЗС України та Федеративною Республікою Нігерії від 12.10.1998 р.
3. Меморандум про взаєморозуміння між Державним комітетом фінансового моніторингу України та Комісією з питань економічних та фінансових злочинів Федеративної Республіки Нігерія щодо співробітництва у сфері протидії легалізації (відмиванню) доходів, одержаних злочинним шляхом, та фінансуванню тероризму від 17.10.2007 р.
4. Базова угода про співпрацю між НТУУ «КПІ» та Інститутом науки та технології м. Єнагоа (Нігерія).
5. Меморандуму про взаєморозуміння між Кабінетом Міністрів України та Урядом Федеративної Республіки Нігерія щодо співробітництва у сфері дослідження та використання космічного простору у мирних цілях (укладено у березні 2019 р.).

#### Українська громада
Кількість громадян України, що мешкають на території Нігерії, складає 127 осіб.

### Візит Дмитра Кулеби до Нігерії
28-29 травня 2023 року міністр закордонних справ України Дмитро Кулеба здійснив візит до Федеративної Республіки Нігерія. 
Це був перший візит глави МЗС України до Нігерії з часу встановлення дипломатичних відносин в 1992 році. 
Глава української дипломатії взяв участь в інавгурації новообраного Президента Нігерії Боли Тінубу. Він також провів низку двосторонніх зустрічей із главами делегацій африканських країн. 
Ключовими темами зустрічей міністра стали активізація політичного діалогу України та країн Африки, просування Формули миру Президента Володимира Зеленського, продовольча безпека, збільшення обсягів торгівлі та поглиблення співробітництва в міжнародних організаціях.